# Quaternião

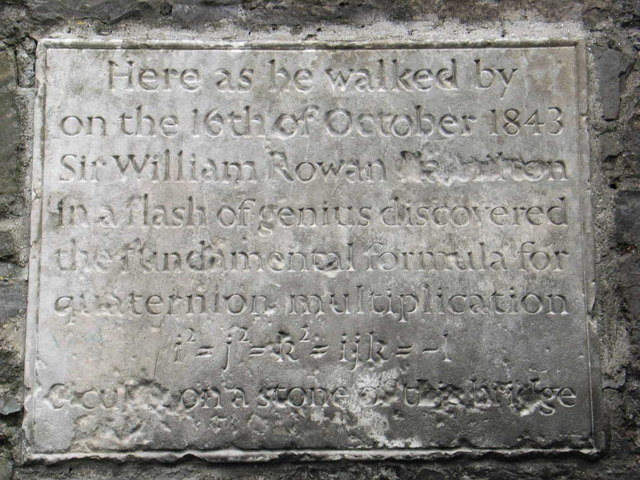
William Rowan Hamilton

Os quaterniões (português europeu) ou quatérnios (português brasileiro) são uma extensão {\textstyle \mathbb {H} } do conjunto dos números complexos {\displaystyle \mathbb {C} }. Mais precisamente, o conjunto {\displaystyle \mathbb {H} } é uma álgebra associativa formada pelos números da forma {\displaystyle u+xi+yj+zk\,\!}, onde {\displaystyle u,x,y,z\in \mathbb {R} } e {\displaystyle i\,\!}, {\displaystyle j\,\!} e {\displaystyle k\,\!} são unidades imaginárias ({\displaystyle i^{2}=j^{2}=k^{2}=-1\,\!}). Além disso, temos que {\displaystyle ij=k,jk=i,ki=j,ji=-k,kj=-i,ik=-j\,\!}, de forma que a multiplicação não é comutativa. A soma e o produto entre quaterniões podem ser calculadas usando-se as demais propriedades da álgebra, tais como a regra distributiva e associativa.
{\displaystyle u\!\,} é chamada de parte escalar do quaternião e {\displaystyle xi+yj+zk\,\!} é chamada de parte vetorial. Também dizemos que {\displaystyle u\!\,} é a parte real e {\displaystyle xi+yj+zk\,\!} é a parte imaginária do quaternião. Aos números {\displaystyle u\!\,}, {\displaystyle x\,\!}, {\displaystyle y\,\!} e {\displaystyle z\,\!} denominamos coeficientes.

## Conceitos
Em uma conta, deve-se realizar sempre a multiplicação, e então a soma; divisão; subtração etc...

### Quaternião escalar
Um quaternião escalar é aquele em que a parte vetorial é nula ( {\displaystyle q=\,\!} {\displaystyle u\,\!} ).

### Quaternião vetorial
Um quaternião vetorial é aquele em que a parte escalar é nula ( {\displaystyle q=xi+yj+zk\,\!} ).

### Conjugado de um quaternião
O conjugado de um quaternião é o mesmo com os sinais da parte vetorial invertidos.
Assim, dado o número quaterniônico {\displaystyle q=u+xi+yj+zk\,\!}, seu conjugado é então:
{\displaystyle {\overline {q}}=u-xi-yj-zk\,\!}.

### Módulo
O módulo de um número quaterniônico é igual a raiz quadrada da soma do quadrado de seus coeficientes. Assim, dado o número {\displaystyle q=u+xi+yj+zk\,\!}, seu módulo é então:
{\displaystyle \left|q\right|={\sqrt {u^{2}+x^{2}+y^{2}+z^{2}}}}

## Operações elementares

### Adição e subtração
Na soma ou subtração de quaterniões, soma-se ou subtrai-se os coeficientes das bases correspondentes, conforme o caso. Assim, dados os números:
{\displaystyle q=u+xi+yj+zk\,\!}
e
{\displaystyle p=a+bi+cj+dk\,\!}
temos:
- {\displaystyle q+p=\,\!} {\displaystyle (u+a)+(x+b)i+(y+c)j+(z+d)k\,\,}

- {\displaystyle q-p=\,\!} {\displaystyle (u-a)+(x-b)i+(y-c)j+(z-d)k\,\,}

### Multiplicação

#### Produto interno ou escalar
Dados os quaterniões {\displaystyle q=u+xi+yj+zk\,\!} e {\displaystyle p=a+bi+cj+dk\,\!}, o produto interno entre eles é dado por:
{\displaystyle qp=pq=au+bx+cy+dz\,\!}
Como se pode notar, o produto interno tem como resultado uma quantidade escalar (um número real).

#### Produto externo ou vetorial
Sejam {\displaystyle q=u+xi+yj+zk\,\!} e {\displaystyle p=a+bi+cj+dk\,\!} números quaterniônicos, então o produto exterior {\displaystyle qp\,\!} (usualmente, {\displaystyle qp\neq pq\,\!}) é definido como:
{\displaystyle qp=\,\!} {\displaystyle (u+xi+yj+zk)\,\!} {\displaystyle (a+bi+cj+dk)\,\!}
{\displaystyle =ua+ubi+ucj+udk+xia+xibi+xicj+xidk+yja+yjbi+yjcj+yjdk+zka+zkbi+zkcj+zkdk\,\!}
{\displaystyle =ua+ubi+ucj+udk+xai-xb+xck-xdj+yaj-ybk-yc+ydi+zak+zbj-zci-zd\,\!}
{\displaystyle =(ua-xb-yc-zd)+(ub+xa+yd-zc)i+(uc-xd+ya+zb)j+(ud+xc-yb+za)k\,\!}
E importante notar que esse produto não é comutativo, isto é, existem q e p tais que {\displaystyle qp\neq pq\,\!}.

### Divisão
A não-comutatividade dos quaterniões permite dois tipos de divisão {\displaystyle p^{-1}q\,\!} e {\displaystyle qp^{-1}\,\!}. Isso significa que a notação {\displaystyle q \over p\,\!} não pode ser usada a menos que {\displaystyle p\,\!} ou {\displaystyle q\,\!} seja um escalar.
{\displaystyle {\frac {a}{b}}={\frac {a{\bar {b}}}{|b|^{2}}}} b ≠ 0.

## Representação através de matrizes
Há pelo menos duas formas de se representar quaterniões como matrizes, de tal forma que a adição e a multiplicação de quaterniões correspondem à adição da matriz e à multiplicação de matrizes (isto é, homomorfismo matriz-quaternião).
Uma dessas formas é usar matrizes complexas 2×2 , e a outra é usar matrizes reais 4×4 . Na primeira forma, o quaternião a + b i + c j + d k é representado como
{\displaystyle {\begin{pmatrix}a+bi&c+di\\-c+di&a-bi\end{pmatrix}}}
Essa representação tem diversas propriedades agradáveis.
- Os números complexos (c = d = 0) correspondem às matrizes diagonais.
- O quadrado do valor absoluto de um quaternião é a determinante da matriz correspondente.
- O conjugado de um quaternião corresponde à matriz transposta conjugada da matriz.

- Restringindo-se aos quaterniões unitários, essa representação fornece o isomorfismo entre S3  e SU (2). O último grupo é importante em mecânica quântica no que se diz respeito à rotação. (Ver também matrizes de Pauli)

.
Na segunda forma, o quaternião a + b i + c j + d k é representado como
{\displaystyle {\begin{pmatrix}\;\;a&-b&\;\;-c&-d\\\;\;b&\;\;a&-d&c\\\;\;c&\;\;d&\;\;a&-b\\\;\;d&\;\;-c&\;\;b&\;\;a\end{pmatrix}}}
Nessa representação, o conjugado de um quaternião corresponde a matriz transposta da matriz. A quarta potência do valor absoluto de um quaternião é a determinante da matriz correspondente.

## Construção de Cayley-Dickson
De acordo com a construção de Cayley-Dickson, um quaternião é um par ordenado de números complexos. Seja j uma nova raiz  de −1, diferente de i e −i, e seja u e v um par de números complexos, então
{\displaystyle q=u+jv\,}
é um quaternião.
Se u = a + i b e v = c + i d, então
{\displaystyle q=a+ib+jc+jid\,}.
Além disso, seja:
{\displaystyle ji=-ij\,},
tal que:
{\displaystyle q=a+ib+jc+ij(-d)\,},
e também seja o produto dos quaterniões associativo.
Com estas regras, pode-se agora derivar a tabela da multiplicação para i, j e ij, os componentes imaginários de um quaternião:
{\displaystyle ii=-1,\,}
{\displaystyle ij=(ij),\,}
{\displaystyle i(ij)=(ii)j=-j,\,}
{\displaystyle ji=-(ij),\,}
{\displaystyle jj=-1,\,}
{\displaystyle j(ij)=-j(ji)=-(jj)i=i,\,}
{\displaystyle (ij)i=-(ji)i=-j(ii)=j,\,}
{\displaystyle (ij)j=i(jj)=-i,\,}
{\displaystyle (ij)(ij)=-(ij)(ji)=-i(jj)i=ii=-1.\,}
Note que a díade i j se comporta exatamente como o k na definição.
Para todo o número complexo v = c + i d, seu produto com j têm a seguinte propriedade:
{\displaystyle jv=v^{*}j\,}
Já que:
{\displaystyle jv=jc+jid=jc-(ij)d=(c-id)j=v^{*}j\,}.
Seja p um quaternião com componentes complexos w e z:
{\displaystyle p=w+jz\,}.
Então o produto qp é:
{\displaystyle qp=(u+jv)(w+jz)=uw+ujz+jvw+jvjz\,}
Visto que o produto de números complexos é comutativo, temos:
{\displaystyle (u+jv)(w+jz)=(uw-zv^{*})+j(u^{*}z+wv)\,}
que é precisamente como a multiplicação de quaterniões é definida pela construção de Cayley-Dickson.
Note que se u = a + i b, v = c + i d, e p = a + i b + j c + kd então a construção de p de u e v é de preferência:
{\displaystyle p=u+vj=u+jv^{*}\,}.

## Aplicações

### Rotações de vetores em 3D
A rotação de vetores em 3D pode ser compactamente representada através de quaterniões.
Sejam v e w vetores, {\displaystyle w\neq 0\,}, e {\displaystyle \alpha \,} um ângulo. Então a rotação de v, no sentido anti-horário, em torno do eixo dado por w é dada por:
{\displaystyle R(v)=qvq^{-1}\,}
em que q é o quaternião (de módulo 1):
{\displaystyle q=\cos {\frac {\alpha }{2}}+\sin {\frac {\alpha }{2}}\ {\frac {w}{\|w\|}}\,}